# 마오쩌둥 선집
《마오쩌둥 선집》(중국어: 毛澤東選集)은 1926년부터 1957년까지 마오쩌둥 주석의 저서를 모은 5권짜리 책이다. 1951년 인민출판사에 의해 처음 출판되었다. 1949년부터 1957년까지 마오쩌둥 주석의 작품을 포함한 제5권이 화궈펑의 지도하에 출판되었으나 이념적 문제로 인해 발행이 중단되었다.
문화대혁명 기간 동안 인민출판사는 총 3억 2천 5백만 권의 페이퍼백과 255만 권의 중국어 양장본이 만들어졌다.
중국공산당 제7차 전국대표대회 이후, 마오쩌둥 사상은 중국 공산당의 지도 이념의 일부가 되었다.국공내전 기간 동안, 다양한 공산당 통제 지역들이 마오쩌둥의 비공식 선집을 출판했다. 선정작품의 무단출판본은 21개로 추정된다.
선집에는 1926년부터 1949년까지 마오쩌둥의 주요 작품 대부분이 수록되어 있다. 제1권은 1926년부터 1936년까지의 기간 동안 중국의 혁명적 내전과 관련된 내용을 다루고 있다. 2권은 마오쩌둥의 철학적 저작인 '모순론'으로 시작하며 1937년부터 1938년까지 항일전쟁과 관련된 저술을 담고 있다. 1939년부터 1940년 사이에 출간된 저술 중 제3권의 주제는 일본과 국민당에 대한 군사 전략을 논의하는 것이다. 제4권은 1941년부터 1945년까지 마오쩌둥의 저술을 다루고 있으며, 중국의 대일 항쟁에 대한 논의를 계속하고 있다.
이 책은 14개의 외국어로도 번역되었다.